# صلصة ورشستر
صلصة ورشستر هي طعام سائل مخمر من خليط معقد تم إنشاؤه أصلا في إنجلترا من قبل الكيميائيين في ورشستر جون ويللي ليا وويليام هنري بيرنز ، الذي قام بتشكيل شركة ليا& بيرنز. تعتبر صلصة ورشسترمن الناحية القانونية مصطلحًا عامًا منذ عام 1876 عندما قضت المحكمة العليا بالمملكة المتحدة بأن ليا وبيرينز لا يمتلكان العلامة التجارية «ورشستر».